# 밴버리

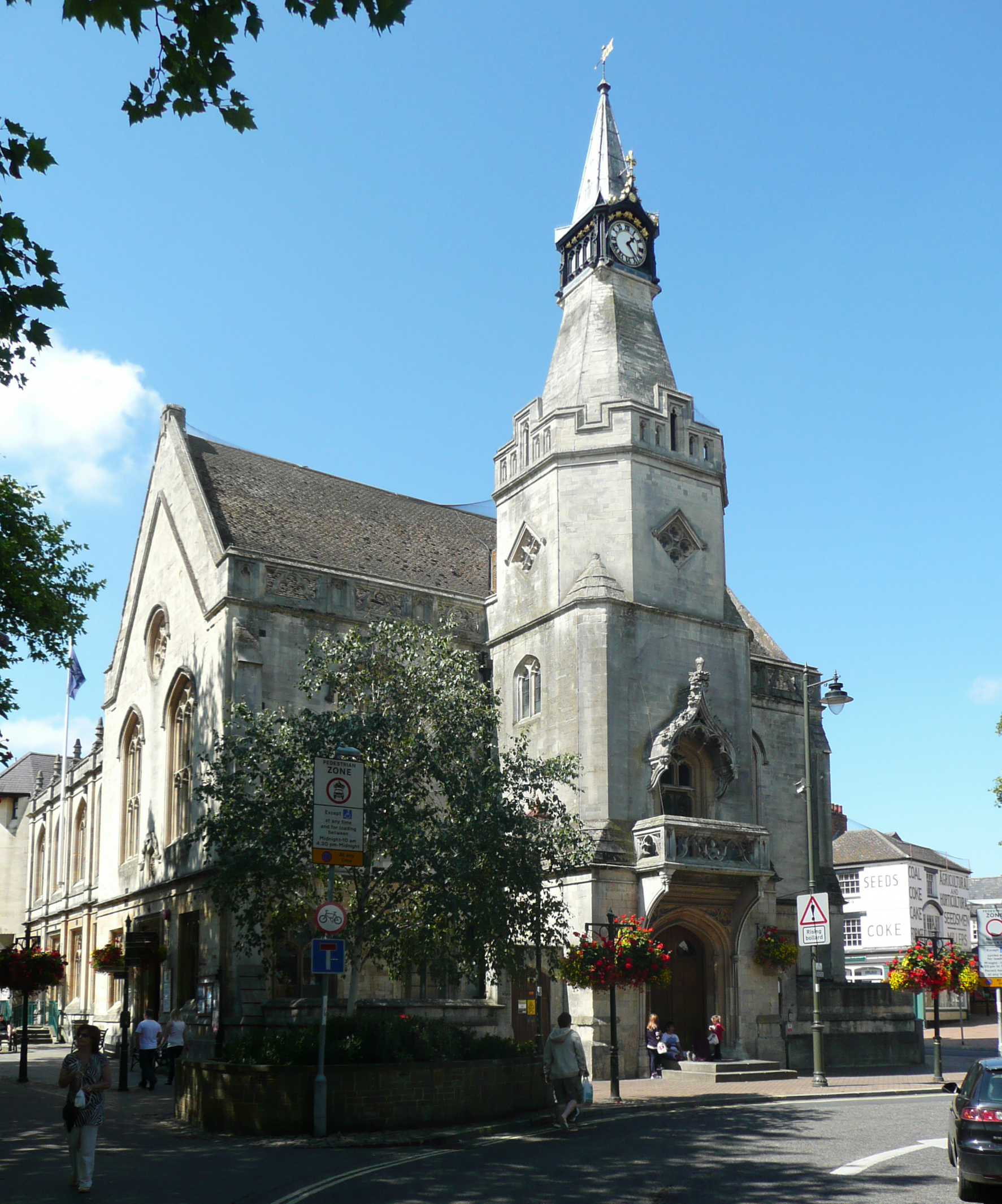
밴버리

밴버리(영어: Banbury)는 잉글랜드 옥스퍼드셔주에 위치한 도시로 인구는 46,853명(2011년 기준)이다. 런던에서 북서쪽으로 103km, 버밍엄에서 남동쪽으로 61km, 코번트리에서 남쪽으로 43km, 옥스퍼드에서 북동쪽으로 34km 정도 떨어진 곳에 위치한다.